# Renate Schneider (Politikerin, 1944)
Renate Schneider (* 30. November 1944 in Rudolstadt) ist eine deutsche Politikerin (DSU) und ehemalige Abgeordnete der Volkskammer der DDR.

## Biographie
Nach dem Abitur an einer Erweiterten Oberschule in Plauen/Vogtland studierte Schneider von 1965 bis 1970 Forstwissenschaften an der TU Dresden mit dem Abschluss als Diplom-Forstingenieurin. Von 1976 bis 1978 folgte ein postgraduales Studium, ebenfalls an der TU Dresden, das sie als Fachingenieurin für Umweltschutz abschloss. Anschließend war sie  Mitarbeiterin für Forstwirtschaft beim Rat des Bezirkes Dresden.
Anfang 1990 schloss sich Schneider der der neu gegründeten DSU an. Bei der Volkskammerwahl 1990 wurde sie im Wahlkreis 3 (Dresden) auf dem Listenplatz 2 der DSU gewählt. Sie gehörte dem Parlament von April bis Oktober 1990 an.
Bei der Landtagswahl in Brandenburg 1990 und der Bundestagswahl 1990 kandidierte sie erfolglos für die DSU.
Über ihr weiteres Leben ist nichts bekannt.